# Tachina tricolor
Tachina tricolor là một loài ruồi trong họ Tachinidae.